# Kỳ ảo
Kỳ ảo (tiếng Anh: fantasy) là một thể loại văn học nghệ thuật trong đó phép thuật và các yếu tố siêu nhiên khác được sử dụng làm đề tài, cốt truyện hay bối cảnh. Trong nhiều tác phẩm, người ta vẽ ra những thế giới ma thuật không hiện hữu trong cuộc sống thường ngày. Kỳ ảo được phân biệt với khoa học giả tưởng và kinh dị khi nó tránh xa yếu tố giả khoa học hay rùng rợn, mặc dù ba thể loại này đôi khi lại chồng chéo lẫn nhau (đều là thể loại con của giả tưởng tự biện (tiếng Anh "Speculative fiction").
Trong văn hóa đại chúng, thể loại kỳ ảo thường được ghép với dạng Trung cổ của nó, đặc biệt là từ sự thành công của Chúa tể của những chiếc nhẫn. Trong nghĩa rộng của nó, kỳ ảo bao gồm công trình của nhiều nhà văn, nghệ sĩ, nhà làm phim, nhạc sĩ, từ thần thoại và truyền thuyết cổ xưa cho đến những tác phẩm đương đại. Nó cũng là một lĩnh vực sôi động của nghiên cứu và học tập trong một số ngành học (văn hóa, văn học, lịch sử, trung cổ học).